# Mariano Acevedo
Mariano Elí Acevedo Fúnez (El Progreso, 9 gennaio 1983) è un calciatore honduregno, centrocampista dell'Honduras Progreso.

## Carriera

### Club
Comincia a giocare al Marathón, in cui milita fino al 2010. Nel 2010, infatti, si trasferisce al Deportes Concepción. Nel 2011 torna al Marathón. Nel 2013 passa all'Olimpia. Nel 2015 viene acquistato dall'Honduras Progreso.

### Nazionale
Ha debuttato in Nazionale il 6 febbraio 2008, nell'amichevole Honduras-Paraguay (2-0). Ha partecipato, con la Nazionale, alla Gold Cup 2009. Ha collezionato in totale, con la maglia della Nazionale, 18 presenze.